# فردوس الأرض 1492
فردوس الأرض 1492 أو فتح الفردوس 1492 (بالإنجليزية: 1492: Conquest of Paradise) بالفرنسية: 1492 : Christophe Colomb)؛ هو فيلم دراما ملحمي تاريخي متعدد اللغات باللغة الإنجليزية والفرنسية والإسبانية عرض عام 1992 بعد خمسمئة عام من اكتشاف المستكشف الشهير كريستوفر كولومبوس العالم الجديد أو القارة الأمريكية والرحلة إليها، من بطولة ريدلي سكوت وكتبه Roselyne Bosch. وأيضا ما حدث مع الشعوب الأصلية في الأمريكتين. تم إنتاجه من باراماونت بيكتشرز.
. تم عرض العرض الأول في نفس وقت عرض «كريستوفر كولومبس: ذا ديسكفري»، والذي غالبًا ما أدى إلى الخلط بين الفيلمين.

## أحداث الفيلم
في البداية، كان كولومبوس مهووسًا بالقيام برحلة غربًا إلى آسيا، لكنه يفتقر إلى طاقم السفينة ولبسفينة، وكان اللاهوتيون الكاثوليك في جامعة سالامانكا يعارضون بشدة ذلك، وهم ليسوا حريصين على الأفكار التي تتعارض مع كتابات بطليموس. بعد التحذيرات المستمرة في الدير له، دخل في مشاجرة مع الرهبان، وانتهت بدفعه المال للدير بسبب التكفير. ابنه الأكبر دييجو أحد الرهبان كان قاطعا برفضه

## الشخصيات
- جيرارد ديبارديو بدوركريستوفر كولومبوس
- أرماند أسانتي بدور  غابرييل سانشيز, عدو كولومبوس الرئيسي في القصر
- سيغورني ويفر بدور إيزابيلا الأولى ملكة قشتالة
- لورين دين بدور الشايب فرديناند كولومبوس
- أنجيلا مولينا بدور Beatriz Enriquez de Arana
- فرناندو ري بدور Antonio de Marchena
- مايكل وينكوت بدور Adrián de Moxica, عدو كولومبوس الرئيسي في الهند
- كاريو (ممثل) بدور مارتن ألونسو بينزون
- كيفن دان بدور كابتن مينديز
- فرانك لانجيلا بدور Luis de Santángel
- مارك مارغوليس بدور Francisco de Bobadilla
- كاريو ساليم بدور de Arojaz
- بيلي سوليفان بدور الشاب فرديناند كولومبوس
- John Heffernan بدور Brother Buyl
- أرنولد فوسلو بدور Hernando de Guevara
- ستيفن ادينجتون as بارتولوميو كولومبوس, brother of Christopher
- Fernando Guillén Cuervo بدور جيوفاني , اخ كولومبوس
- José Luis Ferrer بدور Alonso de Bolaños
- Bercelio Moya بدور Utapán
- خوان دييغو بوتو بدور دييغو كولومبوس
- Achero Mañas as Ship's Boy
- Fernando García Rimada بدور فرناندو الثاني
- Albert Vidal بدور Hernando de Talavera
- Isabel Prinz بدور Dueña
- جاك تايلور بدور de Vicuña
- Ángela Rosal بدور Pinzón's Wife
- Silvia Montero بدور Pinzón's Daughter (uncredited)

## روابط خارجية
- فردوس الارض 1942 على موقع IMDb (الإنجليزية)
- فردوس الارض 1942 على موقع روتن توميتوز (الإنجليزية)
- فردوس الارض 1942 على موقع ألو سيني (الفرنسية)
- فردوس الارض 1942 على موقع Turner Classic Movies (الإنجليزية)
- فردوس الارض 1942 على موقع أول موفي (الإنجليزية)
- فردوس الارض 1942 على موقع بوكس أوفيس موجو (الإنجليزية)
- فردوس الارض 1942 على موقع فيلمافينيتي (الإسبانية)
- فردوس الارض 1942 على موقع قاعدة بيانات الأفلام السويدية (السويدية)
- فردوس الارض 1942 على موقع قاعدة بيانات الفيلم (الإنجليزية)
- فردوس الارض 1942 على موقع ليتربوكسد (الإنجليزية)